# Cantón de Sainte-Alvère
El cantón de Sainte-Alvère era una división administrativa francesa, que estaba situada en el departamento de Dordoña y la región de Aquitania.

## Composición
El cantón estaba formado por siete comunas:
- Limeuil
- Paunat
- Pezuls
- Sainte-Alvère
- Sainte-Foy-de-Longas
- Saint-Laurent-des-Bâtons
- Trémolat

## Supresión del cantón de Sainte-Alvère
En aplicación del Decreto nº 2014-218 de 21 de febrero de 2014, el cantón de Sainte-Alvère fue suprimido el 22 de marzo de 2015 y sus 7 comunas pasaron a formar parte; cinco del nuevo cantón de Périgord y dos del nuevo cantón de Lalinde.